# Альбуньяно
Альбуньяно (итал. Albugnano) — коммуна в Италии, располагается в регионе Пьемонт, в провинции Асти.
Население составляет 553 человека (на 31 декабря 2010 г.), плотность населения составляет 55 чел./км². Занимает площадь 9 км². Почтовый индекс — 14020. Телефонный код — 011.
В коммуне 8 сентября особо празднуется Рождество Пресвятой Богородицы.

## Демография
Динамика населения:

## Администрация коммуны
- Официальный сайт: